# NGC 4063
NGC 4063 (również PGC 38154 lub UGC 7042) – galaktyka soczewkowata (SB0), znajdująca się w gwiazdozbiorze Panny. Odkrył ją David Todd 2 stycznia 1878 roku.